# Matjaž Smodiš
Matjaž Smodiš (ur. 13 grudnia 1979 w Trbovljach) – słoweński koszykarz, występujący na pozycjach silnego skrzydłowego oraz środkowego.

## Osiągnięcia
Drużynowe
- Mistrz[1]:
  - Euroligi (2001, 2006, 2008)
  - ligi VTB (2009–2011)
  - Rosji (2006, 2007, 2008, 2009, 2010, 2011)
  - Słowenii (2000, 2013)
  - Włoch (2001, 2005)
- Wicemistrz:
  - Euroligi (2002, 2004, 2007, 2009)
  - Ligi Adriatyckiej (2012)
  - Chorwacji (2012)
  - Włoch (2004)
- Brąz Euroligi (2010)
- Zdobywca[1]:
  - Pucharu:
    - Włoch (2001, 2002)
    - Rosji (2006, 2007, 2010)
    - Chorwacji (2012)

  - Superpucharu:
    - Chorwacji (2011)
    - Słowenii (2012)
- 2. miejsce w:
  - Superpucharze Włoch (2000, 2002)
  - Pucharze Rosji (2008)
- 3. miejsce w Pucharze Rosji (2009)

Indywidualne
- MVP[1]:
  - finałów ligi słoweńskiej (2013)[2]
  - Pucharu Chorwacji (2012)
  - meczu gwiazd (1999)
  - miesiąca Euroligi (luty 2007)
  - kolejki Euroligi (tydzień 18 – 2001/02)
  - 3 spotkania play-off Euroligi (2008/09)
- Uczestnik[1]:
  - słoweńskiego meczu gwiazd (1999, 2000)
  - włoskiego meczu gwiazd (2004)
- Zaliczony do składu All-Euroleague Second Team (2007)[1]

Reprezentacja
- 5-krotny uczestnik mistrzostw Europy (1999 – 10. miejsce, 2001 – 15. miejsce, 2007 – 7. miejsce, 2009 – 4. miejsce, 2011 – 7. miejsce)[1]
- Wicemistrz Europy U–22 (1998)[1]